# Скала-Грим Квелдулфсон
Грим Квелдулфсон (на старонорвежки: Grímr Kveldúlfsson), наречен Скала-Грим (в превод „Плешивия Грим“), е норвежки благородник от 9 век, заселник в Исландия, описан в Сага за Егил, както и в сагата Книга за заселването на Исландия. Баща на Егил Скалагримсон.
Скала-Грим е по-малкият син на Улв Квелдулв и на неговата жена Салбьорг Карадотир. Той живее в бащините си владения в Норвегия до момента, в който конфликтът им с крал Харал Прекраснокосия принуждава баща и син да напуснат земите си и да потърсят нов живот в Исландия.

## Герой в „Сага за Егил“
В Сага за Егил Скала-Грим е описан като висок и як мъж, чернокос, непривлекателен на вид, приличащ на баща си не само по външност, но и по нрав. Подобно на баща си той се грижел добре за родовите владения, бил изкусен майстор в работата с дърво и желязо, а зимата често отплавал да лови херинга. Едновременно с това също като баща си бил берсерк.
След като по-големият му брат Торолв заминал да служи в дружината на крал Харал Прекраснокосия и независимо от своята лоялност към краля и показаната доблест и мъжество бил убит по заповед на последния поради това, че бил наклеветен от свои врагове, Скала-Грим и Улв Квелдулв изпаднали в конфликт с краля.
Скала-Грим бил повикан от Харал Прекраснокосия, който му предложил да го наеме на служба и му обещал, ако се представи добре, да му плати и откуп за смъртта на брат му. Скала-Грим му отговорил така:„Торолв ме превъзхождаше във всичко, но службата му при теб, кралю, не му донесе щастие. Аз няма да дойда да ти служа, защото знам, че и за мен няма да има щастие, ако ти служа така, както смятам за редно.“ Сагата разказва нататък: „Кралят мълчал, а лицето му станало червено като кръв. Един от приближените до краля се обърнал веднага към Скала-Грим и спътниците му и им казал веднага да излязат на двора.“ Кралят заповядал на хората си да догонят Скала-Грим и да го убият, но берсеркът успял да се изплъзне, пресичайки близкото езеро.
Скоро след това Скала-Грим и баща му Улв Квелдулв взели решение да напуснат Норвегия и да се установят в Исландия, където по това време имало много свободни земи. Те натоварили всичко ценно, което можели да отнесат, на два големи кораба, и заедно с 60 мъже от хората си, ведно с жените и децата поели на север. Но земята си не могли да продадат, защото никой не смеел от страх пред краля да купи владенията им.
Улв Квелдулв не достигнал Исландия, защото починал по пътя, но Скала-Грим се заселил в Борг а Мирум, овладял обширни земи, и тук се родили децата му:
- Торолв, който подобно на чичо си Торолв Квелдулфсон загинал млад, но оставил дъщеря Тордис, която после осиновил Егил Скалагримсон

- Егил Скалагримсон
- дъщеря Сеун
- дъщеря Торун